# 加田範胤
加田 範胤（かだ のりたね）は、江戸時代後期の地下官人。千葉洪胤は孫。

## 概要
加田氏は庭田家の家侍を務めた家で、「庭田大納言殿内」の加田市正による慶応4年（1868年）3月20日付の願書が現存している。
文政2年（1819年）6月13日には従六位下・周防守に叙された。同10年（1827年）1月21日には従六位上、天保6年（1835年）1月14日には正六位下、同13年（1842年）3月16日には従五位下、嘉永3年（1851年）12月19日に従五位上に叙されている。